# Cerro Bonete
A Cerro Bonete egy hegycsúcs az Andokban, az argentínai La Rioja tartományban, a Catamarca tartománnyal közös határ közelében. Ez a negyedik legnagyobb különálló hegy Amerikában (az Aconcagua, Ojos del Salado és Monte Pissis után). Az SRTM adatok szerint a sokszor megadott 6872 m magasság túl nagy.